# Henriette Roland Holst

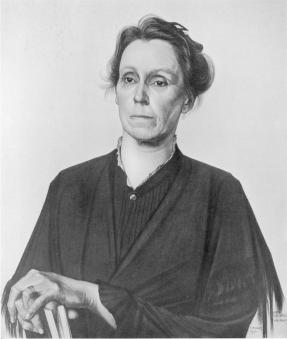
Ritratto di Henriette Roland Holst

Henriette Roland Holst-Van der Schalk (Noordwijk, 24 dicembre 1869 – Amsterdam, 21 novembre 1952) è stata una scrittrice olandese.

## Biografia
Figlia di un notaio, sposò nel 1896 il pittore Richard Roland Holst e dopo la morte del marito, nel 1938, si stabilì ad Amsterdam.
Sensibile ai problemi sociali, partecipò attivamente alla vita politica. Nel 1917 aderì con entusiasmo alla Rivoluzione d'ottobre, ma dopo un viaggio a Mosca nel 1921 e influenzata dal pensiero di Lev Tolstoj e di Gandhi, ripiegò verso un socialismo a sfondo religioso.
Fu una scrittrice a tutto campo, da raccolte poetiche, poemi, biografie, drammi e studi di carattere sociale, politico ed economico.

## Opere

### Poesie liriche
- Sonetti e versi scritti senza rima, (1895)
- De nieuwe geboort - La nuova nascita, del 1902
- Opwaartsche wegen - Strade che salgono, del 1907
- De vrouw in het woud - La donna nella foresta, del 1912
- Het feest der gedachtenis, (1915)
- Verzonken grenzen, (1918)
- Tusschen twee werelden, (1923)
- Verworvenheden - Poema eroico, del 1927, omaggio epico lirico a Lenin e Lev Trotzkij
- Vernieuwingen, (1929)
- Keur uit de gedichten, (1928)
- Tusschen tijd en eeuwigheid, (1934)
- Tra tempo ed eternità, (1935)
- Formazioni, (1949)

### Poesie drammatiche
- Thomas More, (1912)
- Het offer, (1921)
- De kinderen; een feestelijk spel, (1922)
- Arbeid; een spel tot inwijding, (1923),
- Tusschen twee werelden, (1923)
- Kinderen van dezen tijd; een leekenspel, (1931)
- Wij willen niet; een anti-oorlogsspel, (1931)
- De moeder; een leekenspel, (1932)
- De roep der stad; een leekenspel, (1933)
- Der vrouwen weg; een spreekkoor, (1933)

### Studi politici
- De groote spoorwegstaking, de vakbeweging en de SDAP, Den Haag 1903.
- Algemeene werkstaking en sociaaldemocratie, Rotterdam 1906.
- De opstandelingen, Een lyrisch treurspel in drie bedrijven, Amsterdam 1910.
- De philosophie van Dietzgen en hare beteekenis voor het proletariaat, Rotterdam 1910.
- Revisionistische en Marxistische tactiek in de kiesrecht-beweging, Rotterdam 1910.
- De strijdmiddelen der sociale revolutie, Amsterdam 1918.
- De revolutionaire massa-aktie. Een studie, Rotterdam 1918.
- De daden der Bolschewiki, Amsterdam 1919.
- Verslag van het Derde Internationale Communistische Congres, 1921.
- Communisme en moraal, Arnhem 1925.
- Kapitaal en Arbeid in Nederland, Rotterdam 1932.
- Herman Gorter, Amsterdam 1933. (biografia)
- Rosa Luxemburg. Haar leven en werk, Rotterdam 1935. (biografia)